# ۴۱ برای آزادی
۴۱ برای آزادی (به انگلیسی: 41 for Freedom) یک زیردریایی است که طول آن ۳۸۱–۴۲۵ فوت (۱۱۶–۱۳۰ متر) می‌باشد.